# Princisaria ugandana
Princisaria ugandana är en kackerlacksart som beskrevs av Kumar 1975. Princisaria ugandana ingår i släktet Princisaria och familjen jättekackerlackor.
Artens utbredningsområde är Uganda. Inga underarter finns listade i Catalogue of Life.